# Павленко, Тадеуш Андреевич
Тадеуш Андреевич Павленко (укр. Тадеуш Андрійович Павленко; 11 ноября 1934 — 20 декабря 2004) — советский и украинский кинорежиссёр, сценарист. Член Национального союза кинематографистов Украины.

## Биография
Родился в 1934 году в Киеве.
Окончив в 1958 году Киевский государственный институт театрального искусства, работал ассистентом режиссёра Киевской и редактором Донецкой студии телевидения (1958—1961), научным сотрудником Киевского НИИ педагогики (1961—1963), главным редактором киностудии «Киевнаучфильм».

С 1971 года — режиссёр Творческого объединения художественной мультипликации этой студии. Принимал участие в создании более 30 картин как режиссёр, редактор и сценарист. Снял три сюжета для киножурнала «Фитиль».
Увлекался филателией.

## Фильмография
- 1964 «Водопровод на огород» (редактор)
- 1964 «Неумойка» (редактор)
- 1965 «Никита Кожемяка» (редактор)
- 1965 «Сказка о царевиче и трёх лекарях» (редактор)
- 1965 «Тайна чёрного короля» (редактор)
- 1966 «Медвежонок и тот, кто живёт в речке» (редактор)
- 1966 «Осколки» (редактор)
- 1966 «Почему у петуха короткие штаны» (редактор)
- 1967 «Как казаки кулеш варили» (редактор)
- 1967 «Колумб причаливает к берегу» (редактор)
- 1967 «Легенда о пламенном сердце» (редактор)
- 1968 «Подарок» (сценарист)
- 1968 «Человек, который умел летать» (редактор)
- 1969 «Мистерия-Буфф» (редактор)
- 1969 «Приключения казака Энея» (редактор)
- 1969 «Человек, который умел творить чудеса» (редактор)
- 1969 «Время, назад!» («Фитиль» № 83) сценарист
- 1970 «Как казаки в футбол играли»
- 1970 «Короткие истории» (редактор)
- 1971 «От звонка до звонка» (сценарист)
- 1971 «Про полосатого слонёнка» (редактор)
- 1972 «Братец Кролик и Братец Лис»
- 1973 «Парасолька на охоте» (сценарист)
- 1973 «Парасолька на рыбалке» (сценарист)
- 1974 «Вересковый мёд» (сценарист)
- 1975 «Так держать!»
- 1977 «Будёновка»
- 1978 «Октябрьский марш»
- 1979 «Золоторогий олень»
- 1981 «Каиновы слёзы»
- 1981 «Дворцы и хижины» («Фитиль» № 219) (режиссёр)
- 1982 «Мышки-малышки»
- 1982 «Свадьба Свички» (также сценарист)
- 1983 «Про мышонка, который хотел стать сильным»
- 1985 «Жили-пили»
- 1986 «Разноцветная история»
- 1986 «Лужа» («Фитиль» № 283) (режиссёр)
- 1987 «Друзья мои, где вы?»
- 1989 «Непослушная мама» (также сценарист)
- 1991 «Русское чудо» («Фитиль» № 347) (режиссёр)
- 1992 «Круглячок» (сценарист и режиссер)
- 1995 «Как казаки в хоккей играли»
- 1996 «Петух» * 2017 «Ну, погоди! Поймай звезду»